# Alepín
Se llama Alepín a una especie de tela cuya urdimbre era de Seda y el entramado de Lana, fabricada en la ciudad de Alep. En España se llamaba comúnmente Alepín de plata. 
El Alepín de la reina o cúbica era el tejido de lana, mucho más fino que la Estameña aunque muy parecido, muy usado en vestidos de invierno en las mujeres y aun a veces en Levitas y Gabanes de verano en los hombres. 